# 3号族
サラブレッドの血統においてボーズ・メア（Bowes Mare、1695年頃生）の牝系（母系）子孫のことを3号族（Family 3）と呼ぶ。ボーズ・メアはバイアリーターク産駒（母は不詳）のため、別にバイアリー・ターク・メア（Byerley Turk Mare）、あるいはトゥルー・ブルーという名の兄弟の母であることからダム・オブ・ザ・ツゥ・トゥルーブルー（Dam of the Two True Blues）とも呼称されることがある。ミトコンドリアDNAのハプロタイプはD2系統である。
ファミリーナンバーを提唱したブルース・ロウは、当時までのダービーステークス、オークス、セントレジャーステークスの合計勝利数が3番目に多かったためこの牝系を3号族とした。なお2006年に上記3競走の勝利数で2号族に並んだ。ブルース・ロウは著書『フィガーシステムによる競走馬の生産』の中でこの牝系のみ競走族にも種牡馬族にも分類している。
代表馬はサイテーション、サーピーターティーズル、ザフライングダッチマン、ストックウェル、ガロピン、ラフレッシュ、アイシングラス、ブランドフォード、サンチャリオット、サンタクロース、サンデーサイレンス、ダンシングブレーヴ、ナシュワン、トムフール等。
日本では小岩井農場の基礎輸入牝馬の一頭であるフロリースカツプとその子孫（コダマ・スペシャルウィーク・シスタートウショウ・マチカネフクキタル・ウオッカらのシラオキ一族、マツミドリ、キタノカチドキ、リードスワロー、ニホンピロウイナー、サンドピアリス、カツラノハイセイコなど）、ダイアナソロン、クモワカ - ワカクモ - テンポイントの一族がいる。

## 牝系図（各分枝牝馬まで）
- Dam of the Two True Blues（Byerley Turk） -- F-No.3
  - Honywood's Arabian Mare（Honywood's Arabian）
    - Bartlet's Childers Mare（Bartlet's Childers）
      - Regulus Mare（1749, Regulus） -- F-No.3-a
        - Snapdragon（1759, Snap）
          - Rarity（1769, Matchem）
            - Maid of the Oaks（1780, Herod）
              - Mistletoe（1787, Potoooooooo）
                - Madrigal（1804, Sir Peter Teazle）
                  - Castrella（1812, Castrel）
                    - Whisker Mare（1822, Whisker） -- F-No.3-c

        - Cypher（1772, Squirrel） -- F-No.3-b

      - Miss Belsea（1753, Regulus）
        - Hyaena（1762, Snap）
          - Everlasting（1775, Eclipse）
            - Woocpecker Mare（1785, Woodpecker）
              - Fractious（1792, Mercury）
                - Amazon（1799, Driver） -- F-No.3-m
                  - Harpalice（1814, Gohanna）
                    - Clare（1824, Marmion）
                      - Marpessa（1830, Muley）
                        - Pocahontas（1837, Glencoe） -- F-No.3-n

                  - Antiope（1817, Whalebone）
                    - Dirce（1830, Partisan）
                      - Lady Lurewell（1844, Hornsea）
                        - Wild Dayrell Mare（1861, Wild Dayrell）
                          - Black Corrie（1879, Sterling） -- F-No.3-o

              - Fraxinella（1793, Trentham）
                - Gohanna Mare（1803, Gohanna）
                  - Mrs. Cruickshanks（1823, Welbeck）
                    - Brutandorf Mare（1829, Brutandorf）
                      - Brown Bess（1844, Camel） -- F-No.3-d
                        - Young Melbourne Mare（1861, Young Melbourne）
                          - Quiver（1872, Toxophilite） -- F-No.3-e
                            - Satchel（1882, Galopin） -- F-No.3-g
                            - Maid Marian（1886, Hampton） -- F-No.3-f

            - Highflyer Mare（1788, Highflyer）
              - Violante（1802, John Bull） -- F-No.3-h

        - Rosebud（1765, Snap）
          - Eclipse Mare（1778, Eclipse）
            - Highflyer Mare（1791, Highflyer） -- F-No.3-j
              - Wasp（1811, Gohanna） -- F-No.3-k

        - Elfrida（1768, Snap）
          - Editha（1781, Herod）
            - Pot 8o's Mare（1794, Potoooooooo） -- F-No.3-i
              - Virgin（1801, Sir Peter Teazle）
                - Sorcerer Mare（1810, Sorcerer）
                  - Juniper Mare（1817, Juniper）
                    - Estelle（1836, Brutandorf）
                      - Pic-Nic（1842, Glaucus）
                        - Mayonaise（1856, Teddington） -- F-No.3-l